# Amerikaanse nachtzwaluw
De Amerikaanse nachtzwaluw (Chordeiles minor) is een vogel uit de familie van de nachtzwaluwen (Caprimulgidae) die voorkomt in de Nieuwe Wereld.

## Kenmerken
Ze zijn 22 tot 24 cm lang en wegen 45 tot 100 gram.

## Leefwijze
Deze vogels zijn insecteneters die jagen op vliegende insecten in zowel de avond- als de morgenschemering. De vogel staakt de jacht in de nacht en oriënteert zich waarschijnlijk niet met behulp van echolocatie maar op zicht.

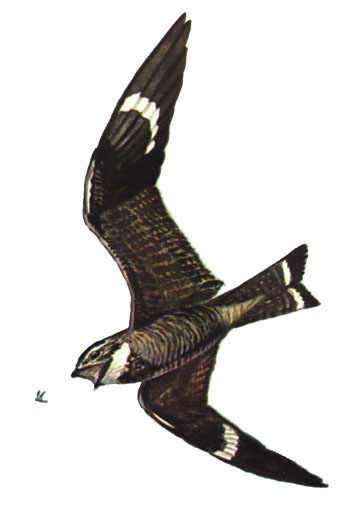
Jagende Amerikaanse nachtzwaluw

## Voortplanting
Deze vogels kiezen nestplaatsen op de grond in open gebieden met enige dekking van grassen, struiken, stammen of keien. Ze bouwen geen nesten. In plaats daarvan worden eieren gelegd op een verscheidenheid van substraten zoals zand, grind, bladeren en kale rots. In gebieden van menselijke bewoning nestelen ze vaak op platte grinddaken.

## Verspreiding en leefgebied
Deze soort komt voor in een groot deel van Noord-Amerika en delen van Midden-Amerika. Over de overwinteringsgebieden is minder bekend, maar aangenomen wordt dat ze overwinteren in heel midden Zuid-Amerika in het laagland ten oosten van de Andes. Broedplaatsen zijn kustduinen en stranden, open bosplekken, graslanden, savannen, open vlaktes en bossen. Zij zullen ook gebruikmaken van leefgebieden, veranderd door menselijke activiteit.
De soort telt 9 ondersoorten:
- C. m. minor: centraal en zuidelijk Canada, de centrale en oostelijke Verenigde Staten.
- C. m. hesperis: zuidwestelijk Canada en de westelijke Verenigde Staten.
- C. m. sennetti: het zuidelijke deel van Centraal-Canada en de centrale en noordelijk-centrale Verenigde Staten.
- C. m. howelli: de westelijk-centrale Verenigde Staten.
- C. m. henryi: de zuidwestelijke Verenigde Staten en het noordelijke deel van Centraal-Mexico.
- C. m. aserriensis: zuidoostelijk Texas en noordoostelijk Mexico.
- C. m. chapmani: de zuidoostelijke Verenigde Staten.
- C. m. neotropicalis: oostelijk en zuidelijk Mexico.
- C. m. panamensis: van Belize en Honduras tot Panama.

## Status
De Amerikaanse nachtzwaluw heeft een enorm groot verspreidingsgebied en daardoor alleen al is de kans op de status kwetsbaar (voor uitsterven) uiterst gering. De grootte van de populatie is niet gekwantificeerd, maar neemt in aantallen af. Echter, het tempo ligt onder de 30% in tien jaar (minder dan 3,5% per jaar). Om deze redenen staat deze nachtzwaluw als niet bedreigd op de Rode Lijst van de IUCN.